# Bruxism
Bruxism (från engelska bruxism, bildat ca. 1930 till klassisk grekiska βρύχειν, aoristus ἔβρυξα 'gnissla' och βρυγμός 'gnissling') är den medicinska termen för tandgnissling och -pressning. Personer som gnisslar tänder gör det oftast omedvetet och i sömnen. Slitningsskador uppstår på tänderna, särskilt fram- och hörntänderna och skador i tändernas stödjevävnad likaså. Orsaken är omedvetna spänningar i käkmuskulaturen och andra muskler i ansikte, och skuldror, som sker när personen går ner i djup sömn. Effekter utöver slitskadorna är värk och knäppningar i käkleden samt huvudvärk.

## Behandling
Massage av ansiktsmusklerna kan lindra smärtor och lösa upp spänningar. Ett vanligt hjälpmedel för att komma tillrätta med bruxism är bettskenan, som kan ordineras av tandläkare och tillverkas individuellt för att vara avpassad efter patientens käke. Bettskenan kan vara tillverkad antingen av hårdplast eller mjukplast och bäres över den övre eller undre tandraden nattetid. Bettskenan hindrar rent konkret slitage på tänderna och lindrar på så sätt besvären, men löser inte de bakomliggande problemen med spänningarna i muskulaturen.
Den kraft, som käkmuskulaturen utövar på tänderna vid bruxism, kan uppgå till 400 N. För en partner till en gnisslare kan bruxismen vara lika störande som snarkning. 
Hos barn är bruxism vanligt både i vaket och sovande tillstånd. Det är ofta ett normalt, övergående fenomen som hör ihop med barnets mer intensiva utveckling och förmåga att hantera alla olika saker som händer i dess dagliga liv. Denna tandgnissling är starkt förknippad med barnets drömsömn och liknar sömnprat.

## Referens
1. ↑  Macaluso, G.M.; Guerra, P.; Di Giovanni, G.; Boselli, M.; Parrino, L.; Terzano, M.G. (1998-04). ”Sleep Bruxism is a Disorder Related to Periodic Arousals During Sleep” (på engelska). Journal of Dental Research 77 (4):  sid. 565–573. doi:10.1177/00220345980770040901. ISSN 0022-0345. http://journals.sagepub.com/doi/10.1177/00220345980770040901. Läst 14 september 2020.